# Savonlinna
Savonlinna (Zweeds: Nyslott) is een gemeente en stad in het Finse landschap Etelä-Savo. De gemeente heeft een landoppervlakte van 2.238,11 km² en telt 32.085 inwoners (2022).
Savonlinna ligt aan het Saimaameer en ontstond rond het kasteel Olavinlinna, dat vanaf 1475 gebouwd werd. Het kasteel is sinds 1967 de locatie van het bekende operafestival van Savonlinna.

## Geboren
- Hannu Turunen (1956), voetballer